# مايك جاكسون (ضابط)
مايك جاكسون (بالإنجليزية: Michael David Jackson)‏ (21 مارس 1944 – 15 أكتوبر 2024) هو ضابط بريطاني، ولد في 21 مارس 1944 في شفيلد في المملكة المتحدة.